# Copa da Escócia de 1998–99
A Copa da Escócia de 1998-99 foi a 114º edição do torneio mais antigo do futebol da Escócia. O campeão foi o Rangers F.C., que conquistou seu 28º título na história da competição ao vencer a final contra o Celtic F.C., pelo placar de 1 a 0.

## Premiação
| Copa da Escócia de 1998-99        |
| Escócia                           |
| --------------------------------- |
| Rangers F.C. Campeão (28º título) |